# Matthias Numsen Blytt

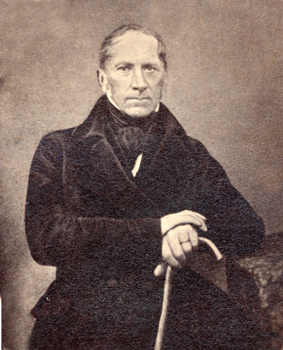
Matthias Numsen Blytt.

Matthias Numsen Blytt, född den 26 april 1789 i Overhalla, död den 26 juni 1862, var en norsk botanist. Han var far till botanisten Axel Blytt.
Blytt blev 1828 lektor och 1837 professor i botanik vid Kristiania universitet. Under största delen av den tid, som han var professor, företog han årligen botaniska resor i Norge. Han invaldes 1858 som ledamot av Vetenskapsakademien i Stockholm.
Blytts främsta verk är Norges flora eller beskrivelser over de i Norge vildtvoxende karplanter, tillige med angivelse af de geografiske forhold, under hvilke de forekomme. I. (1861). Verket hade börjat utges redan 1847, med något annan titel, men underkastades sedan en fullständig omarbetning och kom att fortsättas av sonen. 
Auktorsnamnet Blytt kan användas för Matthias Numsen Blytt i samband med ett vetenskapligt namn inom botaniken.